# Campeonato Mato-Grossense 1968
In 1968 werd het 26ste Campeonato Mato-Grossense gespeeld voor voetbalclubs uit de Braziliaanse staat Mato Grosso. De competitie werd georganiseerd door de FMF en werd gespeeld van 5 januari tot 14 december. Operário Várzea-Grandense werd de kampioen.

## Eindstand
| Plaats | Club                      | Wed. | W | G | V | Saldo | Ptn. |
| ------ | ------------------------- | ---- | - | - | - | ----- | ---- |
| 1.     | Operário Várzea-Grandense | 5    | 4 | 0 | 1 | 8:5   | 8    |
| 2.     | Boa Vista                 | 3    | 2 | 0 | 1 | 3:3   | 4    |
| 3.     | Dom Bosco                 | 4    | 2 | 0 | 2 | 4:3   | 4    |
| 4.     | Mixto                     | 5    | 2 | 0 | 3 | 5:6   | 4    |
| 5.     | São Cristóvão             | 2    | 0 | 1 | 1 | 3:4   | 1    |
| 6.     | Palmeiras                 | 3    | 0 | 1 | 2 | 4:6   | 1    |

|  | Kampioen |

## Kampioen
| Campeonato Mato-Grossense de 1968             |
| Mato-Grosso                                   |
| --------------------------------------------- |
| OPERÁRIO VÁRZEA-GRANDENSE Kampioen (3° titel) |